# Stadio del popolo di Orange Walk
Lo stadio del popolo di Orange Walk (in inglese Orange Walk People's Stadium) è uno stadio polivalente di Orange Walk Town, in Belize.
Utilizzato soprattutto per il  calcio e dotato di 4 500 posti a sedere, è lo stadio di casa della  Juventus, club militante nella Premier League beliziana. Viene impiegato anche per le  corse dei cavalli e per il tennis. In questo stadio si svolge annualmente l'Anacardio Fest. Prima del 2011 era anche  lo stadio di casa del San Felipe Barcellona, altra squadra di calcio beliziana.